# Tilesweeper
Tilesweeper — це різновид гри сапер з покращеною та стилізованою 3D графікою, і вдосконаленим ігровим режимом — аркада.

## Ігровий процес
Механіка ігрового процесу Tilesweeper повністю відповідає класичній грі Сапер , тобто є ігрове поле, яке складається з фрагментів(в грі використовується термін «плитки» (англ. Tile), звідси й назва «Tilesweeper»), деякі з яких «заміновані». Кількість «замінованих» фрагментів попередньо вказана гравцю. Метою гри є маркування всіх плиток, які містять міни.
Однією з особливостей гри є наявність різних тем оформлення рівнів.
На даний час в грі доступна лише одна тема — «Замок» (англ. Castle), де всі рівні виконані в стилі фентезі.
У цій темі оформлення фрагментів (плиток) ігрового поля виконане в стилі кам'яних плит. У разі їхнього відкриття, плити розсипаються на шматки та падають в простір нижче.
Загалом, рівні мають кілька видів оформлення: підземелля, печера, замок та лавова печера.
Незабаром планується випустити нові теми в якості DLC. Тема, яка зараз знаходиться в розробці — Sci-Fi.
У кожній темі є два типи рівнів — класика та аркада: 

Класичні рівні — це рівні класичного Сапера — 9x9, 16x16 і 16x30, але оформлені відповідно до обраної теми. 

Аркадні рівні — це рівні нестандартних форм і розмірів. У кожній темі наявні як мінімум 15 рівнів різної конфігурації.